# Combe Hay
Combe Hay is een civil parish in het bestuurlijke gebied Bath and North East Somerset, in het Engelse graafschap Somerset met 147 inwoners.